# Lil Nas X
Lil Nas X, właściwie Montero Lamar Hill (ur. 9 kwietnia 1999 w Lithia Springs w Georgii) – amerykański raper, piosenkarz i autor tekstów
Hill przyciągnął uwagę słuchaczy na całym świecie dzięki swojemu singlowi „Old Town Road”, który osiągnął rozpoznawalność w aplikacji mikroblogowej TikTok we wczesnym 2019 roku. W listopadzie tego roku singiel osiągnął status diamentowej płyty za sprzedaż na poziomie 10 milionów kopii na terenie Stanów Zjednoczonych, będąc jedną z trzydziestu trzech takich kompozycji, które uzyskały status diamentowych. Singiel pozostawał na szczycie prestiżowej listy Billboard Hot 100 przez dziewiętnaście tygodni. W tym samym czasie raper ujawnił swoją orientację seksualną.
Za piosenkę „Old Town Road”, którą wykonuje z popularnym muzykiem country Billy Ray Cyrus’em Hill otrzymał dwie nagrody Grammy (teledysk roku, najlepsze wykonanie pop przez duet lub grupę), MTV Video Music Awards (piosenka roku, najlepsza reżyseria) oraz statuetkę American Music Award za ulubiony utwór rap/hip-hop, a także stał się pierwszym otwarcie homoseksualnym czarnoskórym artystą, który zwyciężył podczas ceremonii Country Music Association Awards.
Jego debiutancki minialbum, 7 ujrzał światło dzienne w czerwcu 2019 roku. Pochodzący z niego drugi singiel „Panini” objął pierwszą trójkę notowania Rolling Stone Top 100. Według statystyk pochodzących z września 2019 r., dyskografia rapera była odtwarzana 2,3 mld razy za pośrednictwem mediów strumieniowych.

## Życiorys

### Wczesne lata
Montero Lamar Hill urodził się w Lithia Springs w Georgii, małym miasteczku nieopodal Atlanty 9 kwietnia 1999 roku. Jego rodzice rozwiedli się, gdy miał sześć lat, wtedy osiedlił się wraz ze swoją matką i babcią na osiedlu komunalnym Bankhead Courts. Trzy lata później wyprowadził się wraz ze swoim ojcem, piosenkarzem gospelowym do północnej części miasta Austell. W wywiadzie dla magazynu Rolling Stone mówi: “I didn’t want to leave what I was used to. But it was better for me. There’s so much shit going on in Atlanta – if I would have stayed there, I would have fallen in with the wrong crowd.” tłum.: „Nie chciałem opuszczać tego, do czego byłem przyzwyczajony. Ale to (przeprowadzka) było dla mnie lepsze. W Atlancie dzieje się dużo gó#na – jeśli bym tam został, wpadłbym w złe towarzystwo.” Już w wieku trzynastu lat zaczynał „używać intensywnie internetu, w tym samym czasie, kiedy memy zaczynały stawać się niezależną formą rozrywki”.
Jako nastolatek żył jak samotnik, skupił się na Internecie: „szczególnie na Twitterze, tworząc memy ukazujące rozbrajające dowcipy i wiedzę o pop kulturze”. Borykał się z własną tożsamością seksualną, na „wyjściu z szafy”; modlił się, żeby to była tylko faza, jednakże w wieku szesnastu lub siedemnastu lat zaakceptował swoją orientację seksualną. W czwartej klasie zaczął grać na trąbce, a w gimnazjum był najpopularniejszym i najlepszym uczniem, ale ostatecznie przestał nim być z lęku przed byciem odbieranym jako „obciachowy”.
Hill jest absolwentem liceum w Lithia Springs ukończonego w 2017 roku. Studiował przez rok na uniwersytecie w zachodniej części Georgii, dopóki nie został z niej on wydalony. W tym samym okresie mieszkał ze swoją siostrą, utrzymując się z pracy w restauracji Zaxby’s oraz parku rozrywki Six Flags Over Georgia. We wrześniu 2019 r. ponownie odwiedził wcześniej wspomniane liceum, aby zagrać tam koncert niespodziankę.
W kwietniu 2023 muzyk zadebiutował jak aktor. Wystąpił gościnnie razem z Jamesem Cordenem w amerykańskiej operze mydlanej Moda na sukces w roli kelnera.

## Wizerunek publiczny
Hill jest znany ze swojego gustu modowego; w lipcu 2019 roku magazyn Vogue stwierdził, że jest on „mistrzem” w estetyce kowbojskiej, nadając jej luksusowy wygląd podczas wystąpień publicznych oraz na swoim oficjalnym profilu w serwisie Instagram. Jego stylistka, Hodo Musa ujawniła, że raper trafia na rzeczy, które są „elektryzujące, zabawne, kolorowe i futurystyczne”. W czasie odbierania nagród podczas MTV Video Music Awards 2019, miał on na sobie garnitur typu Nudie z motywami kowbojskimi koloru czereśniowego. Marka odzieżowa Wrangler, wspomniana w „Old Town Road” wprowadziła do sprzedaży kolekcje sygnowane nazwiskiem Lil Nas X’a.
Podczas 62. ceremonii wręczenia nagród Grammy artysta zaprezentował się w szytym na zamówienie garniturze Versace w kolorze fuksji z różową uprzężą, który był tworzony przez ponad 700 godzin.

## Życie prywatne
Na początku czerwca 2019 r., Hill powiedział o swojej homoseksualnej orientacji seksualnej siostrze i ojcu, a po kilku tygodniach, 30 czerwca, ostatniego dnia Miesiąca Dumy LGBT, Nas X potwierdził, że jest gejem za pośrednictwem jednego z wpisów na jego oficjalnym profilu w serwisie Twitter:

ktoś z was już o tym wie, kogoś z was to nie obchodzi, ktoś z was już nie będzie więcej pieprzył się ze mną., ale przed zakończeniem tego miesiąca chcę żebyście wszyscy posłuchali uważnie c7osure. 🌈🤩✨

To zachęciło dziennikarzy i słuchaczy do analizy słów utworu „C7osure (You Like)” z jego minialbumu, 7. Magazyn Rolling Stone zauważył, że kompozycja „dotyka takich tematów, jak mówienie prawdy, dorastanie i akceptowanie samego siebie”. Następnego dnia artysta opublikował na portalu oryginalną okładkę wcześniej wspomnianego projektu, dopisując: „ja głupi myślałem, że to, co zrobiłem jest oczywiste”. W wywiadzie dla programu BBC Breakfast Lil Nas X był dwuznaczny, stwierdzając, że jest gejem i jego seksualność nie jest akceptowana w środowisku hip-hop i country. Reakcje na tę sytuację były głównie pozytywne, jednakże część z nich była negatywna i zawierała dużą ilość homofobicznych wypowiedzi, na co Nas X zareagował. Sprzeciwiła się również branża rapu, zwracając szczególnie na momenty homofobii w jej kulturze. W styczniu 2020 roku raper Pastor Troy w sposób homofobiczny skrytykował strój, który Lil Nas X miał na sobie podczas nagród Grammy, na co Lil odpowiedział: „Cholera, wyglądam naprawdę dobrze na tym zdjęciu”.

## Dyskografia

### Albumy studyjne
| Rok  | Album                            | Sprzedaż       | Certyfikat                |
| ---- | -------------------------------- | -------------- | ------------------------- |
| 2021 | Montero - Data: 17 września 2021 | - POL: 20 000+ | - POL: 2× platynowa płyta |

### Minialbumy
| Rok  | Minialbum                                                                                         | Pozycje na listach przebojów | Pozycje na listach przebojów | Pozycje na listach przebojów | Pozycje na listach przebojów | Pozycje na listach przebojów | Pozycje na listach przebojów | Pozycje na listach przebojów | Pozycje na listach przebojów | Pozycje na listach przebojów | Sprzedaż                     | Certyfikaty                                                          |
| Rok  | Minialbum                                                                                         | USA                          | AUS                          | CAN                          | DEN                          | FRA                          | IRE                          | NZ                           | SWE                          | UK                           | Sprzedaż                     | Certyfikaty                                                          |
| ---- | ------------------------------------------------------------------------------------------------- | ---------------------------- | ---------------------------- | ---------------------------- | ---------------------------- | ---------------------------- | ---------------------------- | ---------------------------- | ---------------------------- | ---------------------------- | ---------------------------- | -------------------------------------------------------------------- |
| 2019 | 7 - Data: 21 czerwca 2019 - Wydawca: Columbia - Nośniki: CD, digital download, media strumieniowe | 2                            | 5                            | 1                            | 9                            | 15                           | 5                            | 5                            | 10                           | 23                           | - USA: 4 tys. - POL: 20 000+ | - USA: platynowa płyta - CAN: platynowa płyta - POL: platynowa płyta |

### Mixtape’y
| Rok  | Mixtape                                                                                         |
| ---- | ----------------------------------------------------------------------------------------------- |
| 2018 | Nasarati - Wydany: 24 lipca 2018 - Wytwórnia: niezależna - Nośniki: digital download, streaming |

### Single
| Rok  | Tytuł                                                         | Pozycje na listach przebojów | Pozycje na listach przebojów | Pozycje na listach przebojów | Pozycje na listach przebojów | Pozycje na listach przebojów | Pozycje na listach przebojów | Pozycje na listach przebojów | Pozycje na listach przebojów | Pozycje na listach przebojów | Pozycje na listach przebojów | Certyfikaty | Album   |
| Rok  | Tytuł                                                         | POL                          | USA                          | AUS                          | CAN                          | DEN                          | IRE                          | NOR                          | NZ                           | SWE                          | UK                           | Certyfikaty | Album   |
| ---- | ------------------------------------------------------------- | ---------------------------- | ---------------------------- | ---------------------------- | ---------------------------- | ---------------------------- | ---------------------------- | ---------------------------- | ---------------------------- | ---------------------------- | ---------------------------- | --- | ------- |
| 2018 | „Old Town Road” (wersja solowa lub remix z Billy Ray Cyrusem) | 8                            | 1                            | 1                            | 1                            | 1                            | 1                            | 1                            | 1                            | 2                            | 1                            | - POL: diamentowa płyta - USA: diamentowa płyta - AUS: 10× platynowa płyta - GBR: 3× platynowa płyta - SWE: 2× platynowa płyta - DEN: złota płyta - CAN: diamentowa płyta - NZ: 4× platynowa płyta | 7       |
| 2019 | „Panini”                                                      | –                            | 5                            | 15                           | 8                            | 28                           | 18                           | 26                           | 14                           | 42                           | 21                           | - POL: platynowa płyta - USA: 2× platynowa płyta - AUS: 2× platynowa płyta - GBR: złota płyta - CAN: 2× platynowa płyta - NZ: złota płyta                                                          | 7       |
| 2020 | „Rodeo” (z Cardi B lub Nasem)                                 | –                            | 22                           | 72                           | 44                           | –                            | 35                           | –                            | –                            | –                            | 55                           | - CAN: złota płyta - POL: złota płyta | 7       |
| 2020 | „Holiday”                                                     |                              | 37                           |                              |                              |                              |                              |                              |                              |                              |                              | - USA: diamentowa płyta - POL: złota płyta |         |
| 2021 | „Montero (Call Me by Your Name)”                              |                              | 1                            | 1                            | 1                            |                              | 1                            | 1                            |                              |                              | 1                            | - USA: 2× diamentowa płyta - POL: 2x platynowa płyta | Montero |
| 2021 | „Sun Goes Down”                                               |                              | 66                           |                              |                              |                              |                              |                              |                              |                              |                              | | Montero |
| 2021 | „Industry Baby” (oraz Jack Harlow)                            |                              | –                            |                              |                              |                              |                              |                              |                              |                              |                              | - POL: 3x platynowa płyta | Montero |
| 2021 | „Thats What I Want”                                           |                              |                              |                              |                              |                              |                              |                              |                              |                              |                              | - POL: platynowa płyta | Montero |
| 2022 | „Star Walkin’ (League of Legends Worlds Anthem)”              |                              |                              |                              |                              |                              |                              |                              |                              |                              |                              | - POL: platynowa płyta |         |

### Inne notowane utwory
| Rok                                                      | Tytuł                                     | Pozycje na listach przebojów | Pozycje na listach przebojów | Pozycje na listach przebojów | Pozycje na listach przebojów | Album |
| Rok                                                      | Tytuł                                     | USA (Bub.)                   | US RS                        | US Rock                      | NZ Hot                       | Album |
| -------------------------------------------------------- | ----------------------------------------- | ---------------------------- | ---------------------------- | ---------------------------- | ---------------------------- | ----- |
| 2019                                                     | „F9mily (You & Me)” (z Travisem Barkerem) | –                            | 97                           | 6                            | 34                           | 7     |
| 2019                                                     | „Kick It”                                 | –                            | –                            | –                            | 33                           | 7     |
| 2019                                                     | „Bring U Down” (z Ryanem Tedderem)        | –                            | –                            | 7                            | –                            | 7     |
| 2019                                                     | „C7osure (You Like)”                      | 14                           | –                            | –                            | 27                           | 7     |
| „–” oznacza, że singel nie był notowany na danej liście. |                                           |                              |                              |                              |                              |       |